# Ferreolus von Uzès
Ferreolus von Uzès (französisch Saint Ferréol; katalanisch Sant Ferriol; * um 520 in oder bei Narbonne; † 4. Januar 581 in Uzès) war von 553 bis 581 Bischof von Uzès. Er wird in der katholischen Kirche als Heiliger verehrt.
Namentliche Verwechslungen mit dem Märtyrer Ferreolus von Vienne († um 305) und dem Bischof Ferreolus von Limoges († 591) sind möglich, wobei diese jedoch nur selten bzw. in anderen Regionen verehrt werden.

## Vita
Der Vater von Ferreolus war Ambert, seine Mutter war Blitildis, eine (angebliche) Tochter des Frankenkönigs Chlothar I. – beide stammten aus dem Umfeld der Merowinger. Seine Schwester Tarsitia wird ebenfalls als Heilige verehrt. Sein Onkel und Amtsvorgänger war der hl. Firminus von Uzès.
Als Bischof gründete Ferreolus das Kloster Ferréolac, für das er eine Mönchsregel verfasste, die sich in einer Abschrift erhalten hat – in dieser setzte er die handwerkliche Arbeit eines Mönchs mit der im Skriptorium gleich.
Während seiner Amtszeit versuchte er die Juden seiner Diözese zum Christentum zu bekehren; sein gutes Verhältnis zu den Juden Septimaniens führte jedoch zu seiner zwischenzeitlichen Absetzung durch Childebert I. Nach seiner Rückkehr ins Bischofsamt setzte er seine Bemühungen um die Christianisierung der Juden fort; die ihrer Religion treu blieben, wurden jedoch der Stadt verwiesen.

## Verehrung
Ferreolus von Uzès wird hauptsächlich im Südwesten Frankreichs und im Norden Kataloniens verehrt; mehrere Orte und zahlreiche Kirchen tragen seinen Namen. Sein Gedenktag ist der 4. Januar.

## Darstellungen
Mittelalterliche Darstellungen des Heiligen sind nicht bekannt. Ab dem 17. Jahrhundert wird er in Skulpturen und Glasmalereien als Bischof dargestellt.